# Samuel von Marschall
Samuel von Marschall (* 29. August 1683 in Königsberg in Ostpreußen; † 11. Dezember 1749 in Berlin) war Minister unter den preußischen Königen Friedrich Wilhelm I. und Friedrich II. Marschall gilt als einer der wichtigsten Männer Preußens in der Phase seines ersten politischen und wirtschaftlichen Aufstiegs. Er führte moderne Verwaltungsmethoden im absolutistischen Königreich ein.

## Herkunft
Das bis ins 11. Jahrhundert nachweisbare schottische Adelsgeschlecht Marishall de Clothoderick war weitläufig mit dem Haus Stuart verwandt. Der Vater Andreas Marishall de Clothoderick war im ostpreußischen Königsberg als junger Kadett in brandenburgische Dienste getreten.  Die Mutter war Margarethá von Zuylen (geboren 1662). Das niederländische Adelsgeschlecht van Zuylen war seit dem 14. Jahrhundert in der Provinz Utrecht ansässig.
In Brandenburg und später in Preußen galt die Familie als bürgerlich. Ende 1717 wurde die adlige Herkunft für Preußen anerkannt, nachdem Samuel (von) Marschall enger Vertrauter des Königs geworden war.

## Leben
1704 begann Marschall, wie sich die Familie bürgerlich nannte, ein Jurastudium in Halle an der Saale. Nach dessen Abschluss wurde er zunächst Postmeister in Wusterhausen an der Dosse. Dort lernte ihn der Kronprinz Friedrich Wilhelm kennen. 1713 wurde Friedrich Wilhelm König in Preußen, und Marschall bat erfolgreich um eine Stelle als Hofrat und Geheimer Sekretarius. Er führte den jungen König in die Kunst des Regierens und der Verwaltung ein. So gewöhnte er ihn daran, Randnotizen auf die ihm vorgelegten Unterlagen zu schreiben – diese königlich preußischen Randbemerkungen erlangten im 18. Jahrhundert noch einige Berühmtheit. In Nachfolge von Ehrenreich Bogislaus von Creutz wurde Marschall dann Erster Cabinetssekretarius und blieb dies, bis er 1733 Minister wurde.
Als Vertrauter des Königs wurde er mit einer Vielzahl von Ämtern und Funktionen betraut, die er gleichzeitig ausübte:
- 1716 Geheimer Hof- und Postrath
- 1719 Vice-Direktor für das Königlich-Joachimthalische Gymnasium und die Berliner Domkirche (damals Dominikaner- oder Schwarzes Kloster)
- 1722 vereinigte der König die Marine- mit der Rekrutenkasse und betraute Marschall mit deren Leitung.
- 1723 Geheimer Finanz-, Kriegs- und Domänenrath beim IV. Departement (Abteilung) des Generaldirektoriums für das Postwesen
- Oberfinanzrat
- 1724 Vice-Direktor bei der Kurmärkischen Landschaft
- 1728 Landrat für den Kreis Niederbarnim
- 1733 Direktor bei der Kurmärkischen Landschaft
- 1733 dirigierender Minister mit dem Titel „Wirklicher Geheimer Finanz-, Kriegs- und Domänenrath“
- Vice-Präsident des Generaldirektoriums
- 1739 gemeinsam mit Justizminister Georg Dietloff von Arnim Vorsitzender der Justizcommission mit der Aufgabe, nach der Entmachtung Coccejis die Justizreform zu beschleunigen

Nach dem Tod König Friedrich Wilhelms 1740 entschied dessen Nachfolger Friedrich II., dass die Rekrutenkasse und ihr Direktor bleiben und dass künftig erst nach gründlicher Beratung mit Marschall dem König Anträge zur Entscheidung vorzulegen wären. 1740 gründete der junge König das V. Departement für Fabriken, Commercien und Manufakturen und berief Marschall zum dirigierenden Minister dieses Departements, also zum Handels- und Wirtschaftsminister. Gleichzeitig erhielt er den Orden pour le mérite.
Er wurde nun auch Vertrauter des Königs in allen zivilen Angelegenheiten und erhielt weitere Ämter und Funktionen:
- 1743 Mitglied einer Kommission zur Wiederbelebung und Vereinigung der Akademie der Wissenschaften und der Akademie der Künste; anschließend Ehrenmitglied der Akademie[3].
- 1745 General-Postmeister. Marschall trug über 35 Jahre hinweg entscheidend dazu bei, dass das preußische Postwesen zu einer modernen und sehr leistungsfähigen Institution wurde.
- 1747 Leitung des Kolonistenwesens (Anwerbung auswärtiger Siedler). In Preußen begann Marschall die systematische Berufs- und Wirtschaftsstatistik. Mit den Ergebnissen belegte er Menge und Art fehlender Bauern und Handwerker für die vorhandenen Produktionsstätten. Als Konsequenz schuf er in nichtpreußischen Gebieten ein Agentennetz, das die Aufgabe hatte, die jeweilige Produktions- und Handelsstruktur festzustellen und gezielt Fachkräfte abzuwerben.

Schließlich trug er den Titel „Wirklicher Geheimer Etats- und Kriegsminister“.

## Familie
Er heiratete Marianna Karoline von Boerstell. Das Paar hatte eine Tochter und drei Söhne:
- Sophia Wilhelmine Dorothea (* 1723; † 8. März 1748)[5] ⚭ 27. Juni 1743 Reichsgraf Rudolph I. von Buenau (* 27. Juli 1711;[6] † 8. Februar 1772)
- Friedrich Wilhelm, Legationsrat, Domherr in Havelberg[7] († 1805) ⚭ Sophie Christine Dorothea (* 18. November 1734; † 14. August 1802), Tochter von Heinrich Graf von Podewils
- Wilhelm Friedrich, starb als Kind bei einem Unfall[8]
- Friedrich Karl, Domherr in Havelberg ⚭ N.N. von Wreech

## Grundbesitz

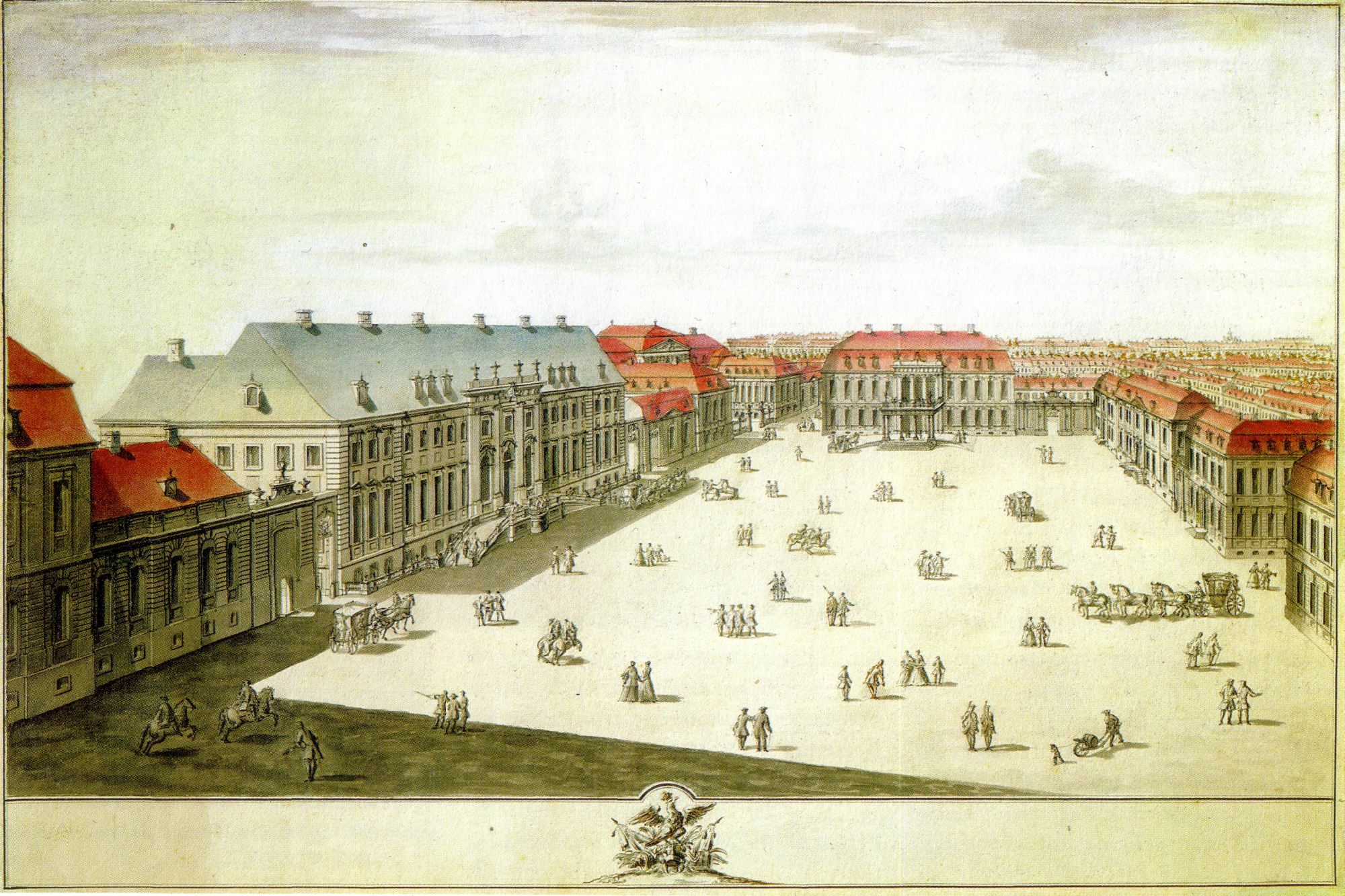
Palais Marschall (links mit bläulichem Dach) am Wilhelmplatz
– rechts davon Wilhelmstr. 77 (später Reichskanzlei), links vorn: Gold- und Silbermanufaktur, Wilhelmstr. 79

1722 erwarb er Grundbesitz in Rahnsdorf und Umgebung. Nach einem weiteren Grundstückskauf 1737 ließ er durch Philipp Gerlach ein Palais in der Wilhelmstraße, damals Nr. 8 erbauen. Seit 1872 verlief dann die Voßstraße mitten durch das Grundstück von Palais und rückwärtigem Garten. 1928/30 reichte ein Erweiterungsbau der Reichskanzlei auf Teile des Palais-Grundstücks und schließlich wurde auf dem Garten des Palais Hitlers Reichskanzlei gebaut.
1739 erfolgte der Kauf des Ritterguts Ranft am Rand des Oderbruchs. Er ließ dort eine Umwallung vornehmen und einen Kanal anlegen, was später der Eindeichung und Trockenlegung des gesamten Oderbruchs als Vorbild diente. Zudem war Marschall Besitzer der Landgüter Dahlwitz, Münchehofe, Tasdorf (heute Ortsteil von Rüdersdorf bei Berlin).
1750 erwarb seine Witwe das Rittergut Lüdersdorf bei Wriezen und wollte im nahen Tasdorf, heute ein Ortsteil von Rüdersdorf bei Berlin, als Gutsfrau Kalkstein abbauen, was der Fiskus per Erlass untersagte.

## Sonstiges
Seine letzte Ruhe fand Samuel von Marschall in der Gruft der Kirche in Dahlwitz.
Nicht nach ihm, sondern vermutlich nach Marschall Blücher, wurde die einige hundert Meter von seinem Palais entfernte Marschallbrücke benannt.